# Alain Blondel
Alain Blondel (* 7. Dezember 1962 in Le Petit-Quevilly im Département Seine-Maritime) ist ein ehemaliger französischer Leichtathlet, der nach Ignace Heinrich und Christian Plaziat als dritter Franzose Europameister im Zehnkampf wurde. 

## Karriere
Blondels erste Finalplatzierung bei einer internationalen Meisterschaft gelang Blondel bei den Europameisterschaften 1986 in Stuttgart, als er mit 8185 Punkten Achter wurde. Er lag damit einen Platz hinter seinem Landsmann Plaziat. Ein Jahr später bei den Weltmeisterschaften 1987 in Rom wurde Blondel Siebter mit 8178 Punkten. 1988 bei den Olympischen Spielen in Seoul wurde Blondel mit 8268 Punkten Sechster, nur 60 Punkte hinter dem Kanadier Dave Steen auf Rang 3.
Bei den Europameisterschaften 1990 in Split belegte Blondel mit 8216 Punkten den fünften Platz, wobei alle vor ihm platzierten Mehrkämpfer jünger als Blondel waren. In Tokio bei den Weltmeisterschaften 1991 erreichte Blondel mit 7848 Punkten Rang 13. 8031 Punkte und Platz 15 bei den Olympischen Spielen 1992 in Barcelona deuteten auf das Karriereende hin.
In Stuttgart bei den Weltmeisterschaften 1993 war Blondel aber wieder zurück in der Weltklasse. Mit 8444 Punkten besser denn je zuvor, wurde er Fünfter. Auf die Bronzemedaille des Deutschen Paul Meier hatte er 104 Punkte Rückstand. Bei den Halleneuropameisterschaften 1994 in Paris wurde der Siebenkampf erstmals als offizieller Wettkampf ausgetragen. Plaziat gewann mit 6268 Punkten vor dem Schweden Henrik Dagård und vor Alain Blondel mit 6084 Punkten. Im Sommer bei den Europameisterschaften 1994 in Helsinki gewann Blondel mit neuer persönlicher Bestleistung von 8453 Punkten und 91 Punkten Vorsprung auf Dagård. 
Der 1,86 m große und im Wettkampf 80 kg schwere Blondel war neben Plaziat das Aushängeschild des Zehnkampfmeetings in Talence, das sich während beider Karriere als Saisonausklang für die Mehrkämpfer der Weltklasse etablierte. Zum Saisonende 1994 trat auch die Weitspringerin Heike Drechsler in Talence an und stellte 13 Jahre nach ihrem letzten Siebenkampf eine Weltjahresbestleistung auf. Alain Blondel fungierte in der Folge und ab 2003 auch offiziell als Trainer von Heike Drechsler. Seit 1997 lebten Alain Blondel und Heike Drechsler gemeinsam in Karlsruhe. Ende des Jahres 2007 trennten sich Blondel und Drechsler nach zwölfjähriger Partnerschaft.
Für die Olympischen Spiele 2024 in Paris wurde er 2021 vom lokalen Organisationskomitee zum Manager der olympischen Leichtathletikwettbewerbe berufen.
Er wohnt in Wiesbaden.

## Bestleistungen
- 100 Meter: 10,89 Sekunden (1990)
- Weitsprung: 7,53 Meter (1994) in der Halle 7,56 Meter (1987)
- Kugelstoßen: 14,06 Meter (1993)
- Hochsprung: 2,04 Meter (1984)
- 400 Meter: 47,44 Sekunden (1988)
- 110 Meter Hürden: 14,07 Sekunden (1986)
- Diskuswurf: 47,28 Meter (1990)
- Stabhochsprung: 5,40 Meter (1993)
- Speerwurf: 66,52 Meter (1994)
- 1500 Meter: 4:04,76 Minuten (1994)
- Zehnkampf: 8453 Punkte (1994)